# Millsjön, Södermanland
Millsjön är en sjö i Gnesta kommun i Södermanland och ingår i Norrströms huvudavrinningsområde. Sjön har en area på 0,153 kvadratkilometer och ligger 41 meter över havet.

## Delavrinningsområde
Millsjön ingår i det delavrinningsområde (656323-157703) som SMHI kallar för Utloppet av Övre Marviken. Medelhöjden är 48 meter över havet och ytan är 10,6 kvadratkilometer. Det finns inga avrinningsområden uppströms utan avrinningsområdet är högsta punkten. Vattendraget som avvattnar avrinningsområdet har biflödesordning 3, vilket innebär att vattnet flödar genom totalt 3 vattendrag innan det når havet efter 86 kilometer. Avrinningsområdet består mestadels av skog (78 procent). Avrinningsområdet har 0,56 kvadratkilometer vattenytor vilket ger det en sjöprocent på 5,3 procent.